# Ле-Маньоре
Ле-Маньоре́ (фр. Le Magnoray) — коммуна во Франции, находится в регионе Франш-Конте. Департамент — Верхняя Сона. Входит в состав кантона Монбозон. Округ коммуны — Везуль.
Код INSEE коммуны — 70316.

## География
Коммуна расположена приблизительно в 320 км к юго-востоку от Парижа, в 33 км севернее Безансона, в 12 км к югу от Везуля.
Более половины территории коммуны покрыто лесами.

## Население
Население коммуны на 2010 год составляло 101 человек.
| 1962 | 1968 | 1975 | 1982 | 1990 | 1999 | 2010 |
| ---- | ---- | ---- | ---- | ---- | ---- | ---- |
| 36   | 30   | 24   | 61   | 94   | 91   | 101  |

## Администрация
| Период | Период | Фамилия       | Партия | Примечания |
| ------ | ------ | ------------- | ------ | ---------- |
| 2005   | 2008   | Ален Жене     |        |            |
| 2008   | 2014   | Жан-Мари Февр |        |            |

## Экономика

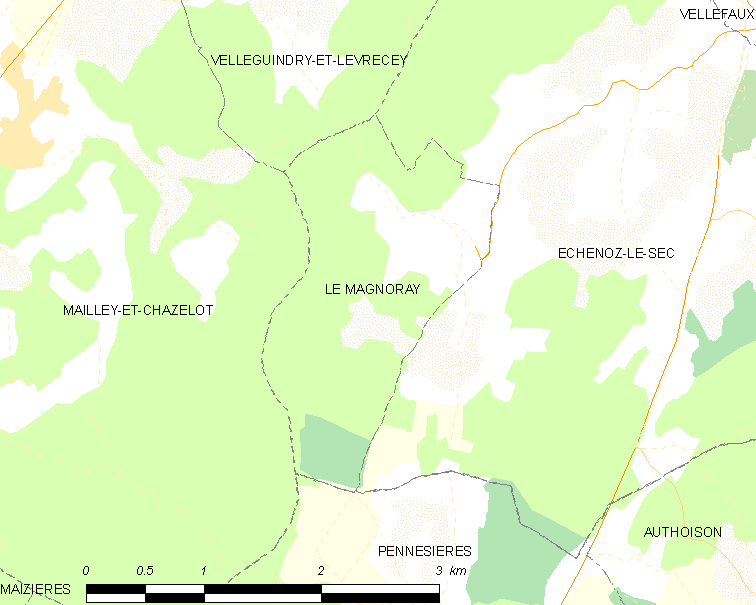
Карта коммуны

В 2010 году среди 75 человек трудоспособного возраста (15—64 лет) 59 были экономически активными, 16 — неактивными (показатель активности — 78,7 %, в 1999 году было 78,9 %). Из 59 активных жителей работали 56 человек (31 мужчина и 25 женщин), безработных было 3 (2 мужчины и 1 женщина). Среди 16 неактивных 8 человек были учениками или студентами, 7 — пенсионерами, 1 был неактивным по другим причинам.